# Ибарра, Луис
Луис Ибарра (англ. Luis Ibarra Castillo; род. 23 февраля 1953) — панамский боксёр-профессионал выступавший в наилегчайшей весовой категории. Чемпион мира по версии WBA (1979 — 1980 и 1981).

## Карьера
Луис Ибарра дебютировал на профессиональном ринге 20 июля 1975 года победив по очкам Антонио Уалкера (0-5). 30 июня 1978 года в своем 16-м профессиональном поединке, потерпел первое поражение, проиграв по очкам колумбийцу Пруденсио Кардоне (20-3), но уже в следующем своем поединке 17 февраля 1979 года победил его единогласным судейским решением. 
17 ноября 1979 года победил единогласным судейским решением колумбийца Бетулио Гонсалеса (65-7-3) и завоевал титул чемпиона мира в наилегчайшем весе по версии WBA. 17 февраля 1980 года проиграл нокаутом южнокорейскому боксёру Киму Тхэ Сику (12-1) и утратил свой чемпионский титул. 6 июня 1981 года победил аргентинца Сантоса Ласьяра (40-5-7) и  повторно завоевал титул чемпиона мира по версии WBA в наилегчайшем весе. Однако уже в следующем поединке проиграл чемпионский титул мексиканцу Хуану Эррере (27-2-1).
После поражения от Эрреры, Ибарра провёл ещё 4 поединка: два выиграл по очкам, один проиграл по очкам и один проиграл техническим нокаутом.